# George Akerlof
George Arthur Akerlof (* 17. června 1940 New Haven) je americký ekonom a profesor ekonomie na Kalifornské univerzitě v Berkeley.
V roce 2001 spolu s Michaelem Spencem a Josephem Stiglitzem získal Cenu Švédské národní banky za rozvoj ekonomické vědy na památku Alfreda Nobela za „analýzu trhů při existenci asymetrických informací“. Je mimo jiné spoluautorem knihy Živočišné pudy (2009, česky 2010).
Manželkou Georgeho Akerlofa je významná ekonomka Janet Yellenová.

## Dětství a studia
Narodil se v New Havenu, Spojených státech amerických, jako syn Rosalie Grubber (rozené Hirschfelder) a Gösta Åkerlöfa, který byl chemikem a vynálezcem. Jeho matka pocházela z židovské rodiny, která emigrovala z Německa a jeho otec byl švédský přistěhovalec. Akerlof absolvoval v roce 1958 Lawrenceville School. V roce 1962 získal titul BA na Yale University a v roce 1966 doktorát na MIT. Mezi lety 1978-1980 vyučoval na London School of Economics.

## Osobní život
Jeho manželka je Janet Yellenová, která byla předsedkyní rady guvernérů Federálního rezervního systému a emeritní profesorka na UC Berkeley's Haas School of Business. Je bývalou prezidentkou a generální ředitelkou Federální rezervní banky v San Franciscu a bývalou Předsedkyní rady ekonomických poradců prezidenta Billa Clintona. Jejich syn, Robert Akerlof, má doktorát z ekonomiky na Harvardově univerzitě a vyučuje na University of Warwick.

## Přínosy ekonomii

### Trh Citronů
Mezi nejznámější dílo Akerlofa patří "Trh citrónů" (v originále The Market for Lemons - Quality Uncertainty and the Market Mechanism). Dílo bylo publikované v roce 1970 v Quarterly Journal of Economics. V tomto díle Akerlof identifikoval závažné problémy, které postihují trhy charakterizované asymetrickými informacemi. Za to mu byla následně udělena Nobelova cena za ekonomii. Akerlof a spoluzakladatelka a bývalá předsedkyně Fedu, Janet Yellen, v modelech mzdové efektivity trhu práce navrhují zdůvodnění hypotézy efektivnosti mezd, v níž zaměstnavatelé platí nad mzdou zúčtování v rozporu se závěry neoklasické ekonomiky.

### Teze
Akerlof používá trh s ojetými vozy jako příklad problému nejistoty kvality. Ojetý vůz je takový, když je vlastnictví převedeno z jedné osoby na druhou po době používání prvním majitelem a nevyhnutelným opotřebením. Existují dobré ojeté vozy (které jsou označeny jako "broskve") a vadné ojeté vozy (to jsou právě "citrony"). To obvykle v důsledku záleží na několika, ne vždy, sledovatelných proměnných jako je styl jízdy majitele, kvalita a frekvence údržby a historie nehod. Z důvodu, že je mnoho důležitých mechanických částí a dalších prvků na první pohled skrytých a nejsou snadno přístupné pro kontrolu, kupující automobilu předem neví, zda se jedná o "broskev nebo citron". Takže nejlepší odhad kupujícího pro dané auto je, že auto má průměrnou kvalitu; v souladu s tím bude kupující ochoten zaplatit pouze cenu automobilu o známé průměrné kvalitě. To znamená, že majitel pečlivě udržovaného, nikdy nezneužívaného, dobrého ojetého vozu nebude schopen získat dostatečně vysokou cenu, aby se mu prodej tohoto vozu vyplatil.
Majitelé dobrých aut proto nebudou uvádět svá auta na trh ojetých vozů. Stahování dobrých automobilů snižuje průměrnou kvalitu automobilů na trhu, což způsobuje, že kupující revidují svá očekávání vůči danému vozu. To zase motivuje majitele středně dobrých vozů, aby neprodávali a tak dále. Výsledkem je, že trh, na kterém jsou asymetrické informace týkající se kvality, vykazuje vlastnosti podobné vlastnostem popsaným v Greshamově zákonu: špatné vede k dobrému. (Ačkoli se Greshamův princip vztahuje konkrétněji na směnné kurzy, je možné čerpat modifikované analogie).

### Ekonomie identity
V jeho poslední práci (článek Economics and Identity  publikován v The Quarterly Journal of Economics v roce 2000), Akerlof a jeho kolega Rachel Kranton z Univerzity v Duke vkládají sociální identitu do formální ekonomické analýzy, díky tomu vzniká ekonomie identity. Akerlof a Kranton, kteří v tomto díle čerpají ze sociální psychologie a dalších oborů, které nepatří do ekonomie, popisují to, že jedinci si nevybírají služby a výrobky pouze podle toho zda se jim líbí či nelibí. Velkou roli v tomto ohledu hrají sociální normy, které jim říkají jak se mají chovat. V článku popisují jak je v ekonomii tento fakt zahrnout.

### Reproduktivní šok technologie
Ke konci 90. let 20. stol. se Akerlof zapojil do debaty o legální potraty. Ve článcích zveřejněných v The Quarterly Journal of Economics, The Economic Journal a dále, Akerlof popisuje fenomén, který nazval "reproduktivní šok technologie". Tvrdí, že nové "technologie", které vznikly při sexuální revoluci na konci 20. stol. jako například antikoncepční prostředky a legální potraty, tak nejenže nezastavily úpadek klasické rodiny (myšleno oba rodiče žijí spolu se svým dítětem), ale naopak napomohly tento trend zvýšit. Například, možnost legálního potratu nyní umožňuje mužům vidět jejich potomka jako produkt ženské vědomé možnosti, nežli jako produkt společného sexuálního styku. Tím pádem toto podporuje biologické otce nejen aby odmítli povinnost oženit se s matkou ale zároveň to níčí ideu rodičovských povinností.

### Looting
V roce 1933 Akerlof a Paul Romer vytvořili "Looting: The Economic Underworld of Bankruptcy for Profit" (Loupení: Ekonomické podsvětí bankrotu za záminkou výdělku), popisující jak za určitých podmínek, majitelé firem se rozhodnou, že je pro ně osobně více výdělečné "vyloupit" (loot) firmu a "extrahovat jmění" z těchto firem, než raději je zkusit zachránit aby mohli prosperovat.